# Gypona tapera
Gypona tapera är en insektsart som beskrevs av Delong och Triplehorn 1978. Gypona tapera ingår i släktet Gypona och familjen dvärgstritar. Inga underarter finns listade i Catalogue of Life.